# エッセン大管区

エッセン大管区
Gau Essen (ドイツ語)

国の標語: Ein Volk, ein Reich, ein Führer（ドイツ語）
一つの民族、一つの国家、一人の総統国歌: Das Lied der Deutschen（ドイツ語）
世界に冠たるドイツ
 党歌: Die Fahne hoch（ドイツ語）
旗を高く掲げよ

ナチス・ドイツの地図

【大管区登録番号】 第6番

エッセン大管区（ドイツ語: Gau Essen）は、国民社会主義ドイツ労働者党（ナチ党）の設置した大管区の一つである。

## 概要
エッセン大管区は、大ルール大管区（Groß-Gau Ruhr）のエッセン地域を経て、1928年10月1日、ナチ党組織指導部直轄の地域から発展し、1930年8月1日に設立された。本部はフリードリヒ通り1番の旧Glückaufhaus、『トーマエ館（Thomaehaus）』にあったがこれは、1928年のドイツ共産党との抗争で死亡したナチ党員のゴットフリート・トーマエに因んで改称したものであった。1933年まで労働運動が活発だったルール地方や、カトリック人口の多いライン川下流域はナチ党にとって活動の不利な地域であった。
1928年10月1日、大ルール大管区の解散により、エッセン地域はミュンヘンの組織指導部直属の独立単位となった。その後、1930年8月1日にエッセン地域は正式に大管区に昇格し、アドルフ・ヒトラーはエッセン地域指導者（Bezirksleiter）のヨーゼフ・テアボーフェンを大管区指導者に任命した。1932年7月1日、レーヴェ、ゲルダーン、メールスの各管区はデュッセルドルフ大管区から分離し、国会選挙の区分に適合するようにエッセン大管区に編入された。此等の地域はデュッセルドルフ西の選挙区に属し、番号は23で、ライン川下流域とルール西部のほぼ全域がこの選挙区に属していていた。また、デュッセルドルフの行政区は2つの選挙区に分割されていた。
大管区指導者は終戦までテアボーフェンが就き、1940年からはノルウェーの国家弁務官を兼任した。副大管区指導者のフリッツ・シュレスマンは、ノルウェーに於てテアボーフェンの代行を担当した。1933年にナチ党が権力を掌握すると、ヘルマン・フォン・リューニンクがプロイセン州ライン県の上級知事に任命された。テアボーフェンは 1935年2月5日に彼の後任として、デュッセルドルフの州政府管轄区長の統括者となり、その結果、州当局と党の強制的同一化が図られた。

## 備考[2]

### 大管区及び大管区指導者の変遷
大管区指導者
- 大ルール大管区（エッセン地域指導者）
  - ヨーゼフ・テアボーフェン（1927-30年）
- エッセン大管区
  - ヨーゼフ・テアボーフェン（1930年8月1日-1945年5月8日）

副大管区指導者
- フリッツ・シュレスマン

### 組織
- 大管区本部 ― フリードリヒ通り1番『トーマエ館（Thomaehaus）』
- 大管区指導者学校 ― ミュールハイム・メンデン（ドイツ語版）（1934年設置）

### 人事
- 大管区指導者主任副官
  - ハインリヒ・ニーム
- 宣伝指導者
  - ハンス・ヴァイデマン
  - ハインリヒ・ウンガー（1933?-39年2月10日）
  - フリッツ・シュレスマン（1939年11月-45年）
- 大管区経済顧問及びエッセン工場主任
  - パウル・ヴィルヘルム・ゲオルク・ホフマン
- ドイツ労働戦線代表
  - フリッツ・ヨーリッツ
- メールス管区郡長及び大管区党公共福祉（NSV）局長
  - エルンスト・ボルマン

### 構成管区
- ディンスラーケン（英語版）
- デュースブルク
- エッセン
- ゲルダーン（英語版）
- クレーヴェ
- メールス
- ミュールハイム
- オーバーハウゼン
- リース（英語版）